# Gordon Beck
Gordon James Beck (Brixton, Londres, 16 de septiembre de 1936 – 6 de noviembre de 2011) fue un pianista británico de jazz.

## Trayectoria
Estudió piano desde muy joven, aunque se decidió por el dibujo técnico al llegar el momento de sus estudios. Regresó a la música tras una larga estancia en Canadá, donde había recibido las influencias de George Shearing y Dave Brubeck.
Se unió al grupo de Tubby Hayes en 1962, ya de regreso a Inglaterra, y más tarde formó su propio trío, que incluía a Tony Oxley y Jeff Clyne. Entre 1969 y 1972, realizó diversas giras con el grupo de Phil Woods y, en los tres años siguientes , formó parte de la banda de jazz rock Nucleus, formando después el grupo Gyroscope. A partir de 1974, actuó con frecuencia como acompañante de artistas como Lena Horne, Gary Burton, Clark Terry y Charles Tolliver, realizando grabaciones en la década siguiente con Allan Holdsworth, Henri Texier, Didier Lockwood y otros.
También se ha dedicado a la docencia musical, organizando foros de enseñanza, como la Treforest Summer School, a partir de 1978.

## Discografía
- 1967 	- Dr. Dolittle Loves Jazz 	Major Minor
- 1967 	- Half Jazz 6 Pense 	Major Minor
- 1968 	- Gyroscope (con Gyroscope) Art Of Life Records
- 1968 	- Experiments with Pops     Art Of Life Records
- 1972 	- Jazz Trio 	        Art of Life Records
- 1983 	- Reasons/Celebration Suite	JMS Records
- 1989 	- Dreams            	JMS Records
- 1991 	- For Evans Sake     	JMS Records
- 1995 	- One for the Road   	JMS Records
- 1996 	- French Connection, V.1-2 	JMS Records
- 1996 	- Sunbird	                JMS Records
- 2000 	- November Song 	        JMS Records
- 2003 	- Reflections       	Art Of Life Records
- 2004 	- Not the Last Waltz 	Art Of Life Records
- 2005 	- Seven Steps to Heaven 	Art Of Life Records
- 2006 	- Janus             	Miles
- 2007 	- Appleby Blues     	Art Of Life Records
- 2008  - Once Is Never Enough 	FMR Records